# Клуб Мікі Мауса (телепрограма)
Клуб Мікі Мауса (англ. The Mickey Mouse Club) — американська телепрограма, що почала  транслюватися у 1955 році і вироблялася «Walt Disney Productions». Демонструвалося по каналах American Broadcasting Company. У складі уявлень використовувався постійний, але змінний з часом склад виступаючих підлітків. The Mickey Mouse Club був створений Волтом Діснеєм. Програма безліч разів змінювала формат з часу першого показу. Останній сезон був показаний 1996 року.

## 1950-і
Клуб Мікі Мауса — друга робота Волта Діснея в виробництві телесеріалів, першим був «Антологія телесеріалів Волта Діснея». Дісней використовував обидва шоу, щоб допомогти грошима і рекламою будівництва Діснейленда.

### Музика
Відкриває тема «The Mickey Mouse March» (укр. «Марш Мікі Мауса») була написана Джиммі Доддом. Вона також повторювалася наприкінці кожної серії з більш повільною версією «it's time to say goodbye». Укорочена версія маршу використовувалася в шоу і пізніше.

## 1970-іAll New Mickey Mouse Club
У 1970-х «Walt Disney Productions» відновила концепцію шоу, але модернізувала його зовнішній вигляд, перезаписавши основну музичну тему в стилі диско.

### Звукова доріжка і головна пісня
Слова Mickey Mouse Club March» трохи відрізнялися від оригінальної версії. Були додані два рядки: «He's our favorite Mouseketeer, we know you will agree» і «Take some fun and mix in love, our happy recipe».
Разом з телеперограмою був випущений і її альбом із звуковою доріжкою.

## 1990-і (MMC)
У 1989 році Disney Channel відновив шоу в новому форматі, схожому на такі популярні шоу свого часу, як «You Can Not Do That On Television» або «Суботнього вечора в прямому ефірі».

### Формат
Офіційною назвою нового шоу стало «The All New Mickey Mouse Club», але частіше використовувалася абревіатура MMC.

### Актори
Шостий і сьомий сезони шоу стали відправною точкою для багатьох популярних американських поп суперзірок і акторів. Брітні Спірс, Крістіна Агілера, Джастін Тімберлейк, JC Chasez і Раян Ґослінґ брали участь в шоу.